# Düdenbüttel

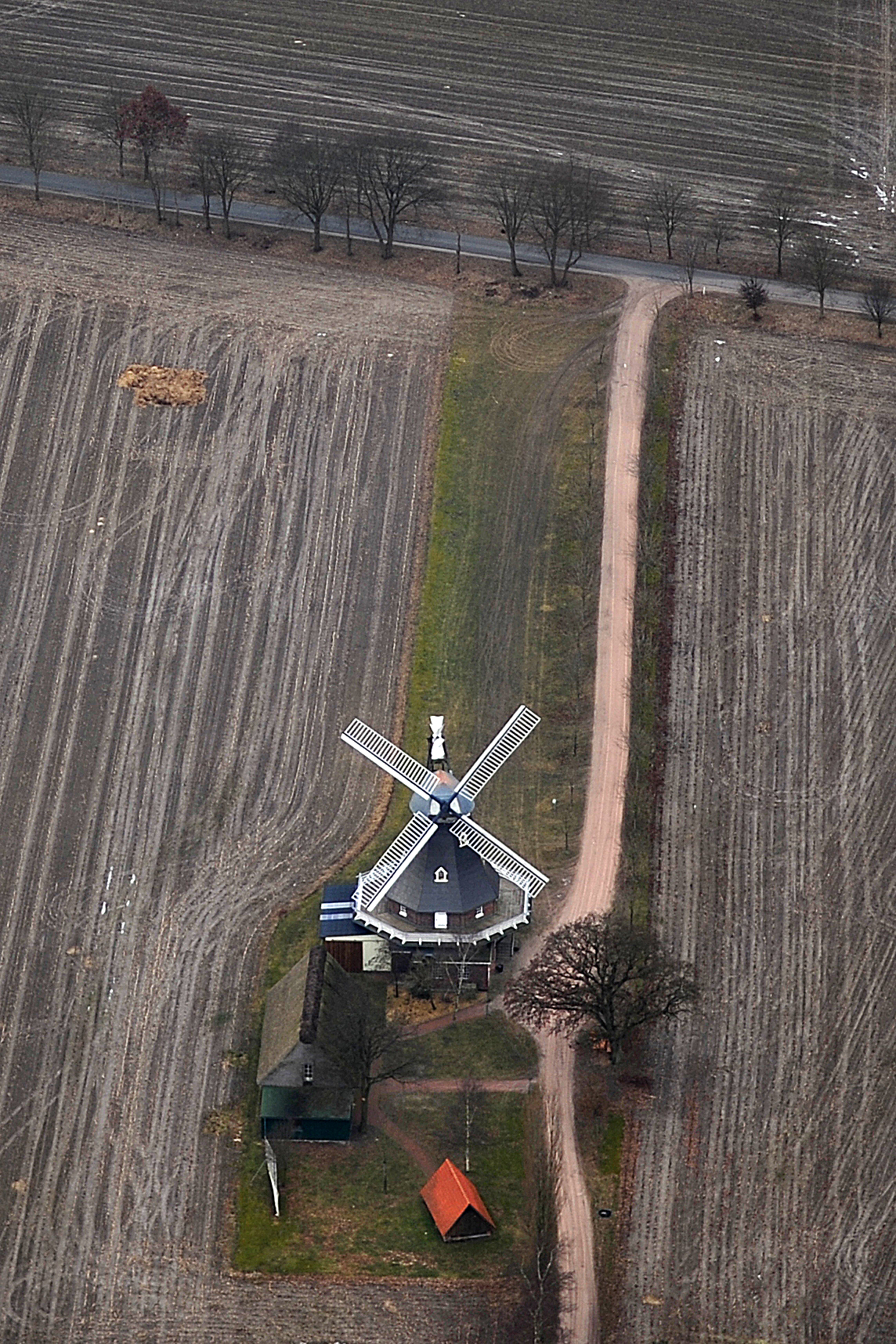
Mühle in Grefenmoor

Düdenbüttel ist eine niedersächsische Gemeinde in der Samtgemeinde Oldendorf-Himmelpforten im Landkreis Stade. Zum Ort gehören neben dem Hauptort Düdenbüttel die kleineren Ansiedlungen Grefenmoor und Weißenmoor.

## Geschichte
Die erste Erwähnung des Ortes erfolgt in einer Urkunde des Erzbischofs von Bremen Adalbert vom 20. Juli 1059 als Dudanebutli. In dieser überträgt die Nonne Riquur der Bremischen Kirche Eigentum in Düdenbüttel.
Die Stader Grafen statteten 1132 das gerade gegründete Kloster St. Georg mit Ländereien aus, unter anderem mit einer Hufe aus Düdenbüttel. Wieder erwähnt wird Düdenbüttel 1204 als Nenenbutle in einer Urkunde des Pfalzgrafen Heinrich sowie 1334 in einer Urkunde des Bremer Erzbischofs Burchard. Das Kloster Himmelpforten erweiterte 1418 seinen Grundbesitz in Düdenbüttel.
Um 1500 nennt das Vörder Register sieben Höfe in Düdenbüttel, deren Anzahl sich in den nächsten 100 Jahren durch neue Kleinbauernstellen und Hofteilungen verdoppelt.
1633 wurden zwei vermutlich aus Düdenbüttel stammende Frauen vor dem erzbischöflichen Landgericht in Oldendorf der Hexerei verdächtigt. Während der Belagerung Stades durch Truppen aus Lüneburg und Münster 1675 wurde auch Düdenbüttel stark geschädigt. Die einstellige Kate Grefenmoor, die etwa zwei Kilometer vom Hauptort entfernt an der heutigen Bundesstraße 73 liegt, wurde 1715 gegründet.
Ein Großfeuer verwüstete 1764 den größten Teil Düdenbüttels. Nach dem Brand entstand aus Spendengeldern finanziert das erste Schulhaus in Düdenbüttel. Weitere Hofstellen wurden gegründet. Die Agrarreform erreichte Düdenbüttel 1772 mit der Ausweisung von Kartoffelkämpen in der Düdenbüttler Feldmark. 1821 begann die Gemeinheitsteilung der hannoverschen Agrarreform. 1830 wurde die Moorkolonie Weißenmoor gegründet und 1834 die durch Düdenbüttel führenden Chaussee ausgebaut. 1895 wechselt Düdenbüttel von der Kirchengemeinde Oldendorf zur Kirchengemeinde Himmelpforten.
Erstmals wurde 1853 eine Galerie-Holländer-Windmühle im Ortsteil Grefenmoor errichtet. Diese wurde 1874 und 1896 nach Bränden zweimal wiederaufgebaut. Die heutige Windmühle Amanda, die von 1994 bis 1995 restauriert wurde, wird als das Wahrzeichen Düdenbüttels angesehen.
Während und nach dem Ersten Weltkrieg nahm Düdenbüttel und Weißenmoor ostpreußische Flüchtlinge auf. 1929 wird Weißenmoor in die Gemeinde Düdenbüttel eingegliedert.
Im Zweiten Weltkrieg übernahmen Kriegsgefangene die Arbeit der eingezogenen Männer, von denen viele im Krieg fielen. In den letzten Kriegstagen geriet Düdenbüttel unter Beschuss. Flüchtlinge aus den Ostgebieten siedelten sich nach Kriegsende in Düdenbüttel an.
Seit 1972 gehört Düdenbüttel zur Samtgemeinde Himmelpforten.

### Name
Die ältesten Belege lauten Dudanebutli (1059), Dudenebotle, gelegentlich auch Dodenebuttle sowie dann Dudenbutle, Dudenbüttel und viel später Düdenbüttel.
Der Namensbestandteil -büttel geht auf das Wort butli zurück, das so viel wie Wohnplatz bedeutet. Der erste Bestandteil des Namens hat sich aus dem alten Vornamen Dudo oder Duda entwickelt. Der Ort ist also nach dem Wohnplatz oder Hof eines Mannes namens Dudo oder Duda benannt. Der Personenname kommt in einer Reihe von Ortsnamen vor (Dudendorf, Dudenbostel, Dudensen, Düderode, Dudinchof).

## Politik

### Gemeinderat
Der Rat der Gemeinde Düdenbüttel besteht aus elf Ratsfrauen und Ratsherren. Dies ist die festgelegte Anzahl für die Mitgliedsgemeinde einer Samtgemeinde mit einer Einwohnerzahl zwischen 1.001 und 2.000 Einwohnern. Die Ratsmitglieder werden durch eine Kommunalwahl für jeweils fünf Jahre gewählt. Die aktuelle Amtszeit begann am 1. November 2021 und endet am 31. Oktober 2026.
Die letzte Kommunalwahl am 12. September 2021 ergab das folgende Ergebnis:
| Partei         | Anteil | Sitze |
| -------------- | ------ | ----- |
| WG Düdenbüttel | 100 %  | 11    |

Die Wahlbeteiligung bei der Kommunalwahl 2021 lag bei 66,34 Prozent.
Vorherige Wahlergebnisse
| Partei                   | 2001    | 2006    | 2011    | 2016    |
| ------------------------ | ------- | ------- | ------- | ------- |
| Freie Wählergemeinschaft | 8 Sitze | 9 Sitze | 9 Sitze | 9 Sitze |

### Bürgermeister
Der Gemeinderat wählte das Gemeinderatsmitglied Klaus-Peter Borchers-Saß (WG Düdenbüttel) zum ehrenamtlichen Bürgermeister für die aktuelle Wahlperiode.
Vorherige Amtsinhaber
- 1877–1892: Heinrich Schult
- 1892–1922: Hinrich Mügge
- 1922–1932: Hinrich Tiedemann
- 1932–1945: Hinrich Schuldt
- 1945–1946: Johann Bösch
- 1946–1963: Johann Brunckhorst
- 1963–1971: Johann Erhorn
- 1971–1991: Hermann Wienberg (Freie Wählergemeinschaft)
- 1991–2016: Heinz Mügge (Freie Wählergemeinschaft)
- – ab 2016: Klaus-Peter Borchers-Saß (Freie Wählergemeinschaft)

### Wappen
Das Wappen der Gemeinde zeigt in Blau über silbernem mit drei züngelnden Flammen belegtem Schildfuß einen silbernen Reiter mit goldenem Zaumzeug, Sattel und Helm.
Dies geht auf eine Sage zurück, laut der bei einem Dorfbrand am 29. März 1754, nachdem bereits alle Häuser bis auf fünf von Feuer betroffen waren, von Stade her auf einem Schimmel ein Reiter herankam. Er hielt in Düdenbüttel und rief mit mächtiger Stimme „Bis hierher und nicht weiter!“ Dann galoppierte er, ohne sich wieder umzuschauen, Richtung Himmelpforten weiter.

### Flagge
Die Flagge der Gemeinde besteht aus zwei gleich breiten waagrechten Streifen -oben weiß, unten rot- mit aufgelegtem Gemeindewappen in der Mitte.

## Kultur und Sehenswürdigkeiten

### Sport
Die Erfolge der Faustballmannschaften des 1948 gegründeten örtlichen Sportvereins SV Düdenbüttel haben Düdenbüttel bekannt gemacht. Seit 1977 ist Düdenbüttel in der Faustball-Bundesliga. In diesem Sportverein werden außerdem die Sportarten Tennis, Tischtennis und Gymnastik (in verschiedenen Formen) betrieben. Seit 1979 gibt es einen Schützenverein Düdenbüttel in einer Schützenhalle mit Schießstand aktiv. Seit 1984 gibt es einen „Reit- und Fahrverein Düdenbüttel und Umgebung“, der seit April 2006 eine eigene Reithalle besitzt.

## Wirtschaft und Infrastruktur
In Düdenbüttel sind 2009 noch 12 bäuerliche Betriebe und 35 Gewerbebetriebe ansässig.

### Verkehr
Durch den Ort führt direkt die stark befahrene Bundesstraße 73, die den Ort mit Stade und Hamburg verbindet. Mit Heinbockel ist Düdenbüttel über die Kreisstraße 57 verbunden.